# جون غونزاليس
جون غونزاليس (بالإسبانية: Jon González) (31 ديسمبر 1973 بسيستاو في إسبانيا - ) هو لاعب كرة قدم إسباني في مركز الهجوم.

## وصلات خارجية
- جون غونزاليس على موقع قاعدة بيانات كرة القدم.إي يو (الإنجليزية)